# Станишев, Константин Николаевич
Константин Николаевич Станишев (болг. Константин Наков Станишев; 1840, Килкис, Османская империя — 1900, Москва, Российская империя) — болгарский и российский просветитель и общественный деятель. Дядька по отцу А. Д. Станишева.

## Биография
В 1859—1863 годах учился в Москве.
В Русско-турецкую войну состоял исполняющим особые поручения при комиссаре российского императора, генерале от кавалерии А. М. Дондукове-Корсакове.
Преподавал математику в Московском Императорском лицее в память цесаревича Николая, третьим директором которого являлся в 1887—1893 годах.

## Личная жизнь
Был женат на Марии Владимировне Даль (дочь Владимира Ивановича Даля).
Дочь — Мария Константиновна Станишева (1879—1943).